# Rewolucja w Egipcie (1952)

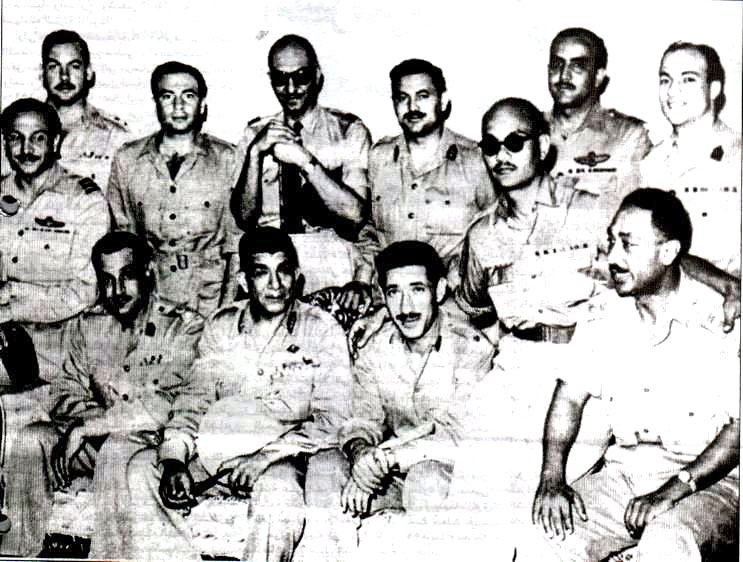
Grupa przywódców Wolnych Oficerów na fot. z 1952. W pierwszym rzędzie siedzą od lewej Naser, Nadżib, Amir i Sadat

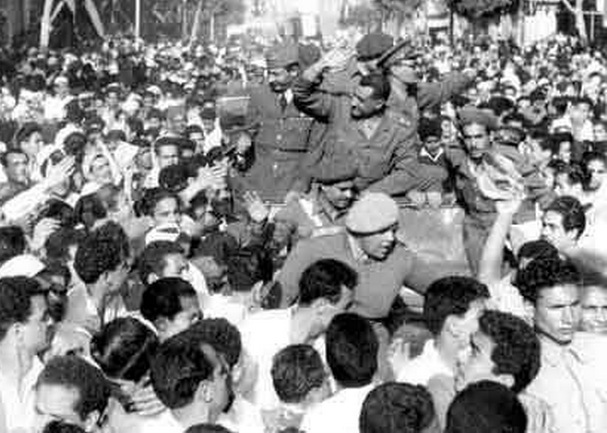
Manifestacja zwolenników rewolucji przyjmowana przez przywódców Wolnych Oficerów, 1952

Rewolucja egipska r. 1952, rewolucja Wolnych Oficerów – przewrót wojskowy przeprowadzony w Kairze 23 lipca 1952 przez tajne ugrupowanie Wolnych Oficerów, jak również rewolucja społeczna, jaka po nim nastąpiła.
Wystąpienie wojskowych obaliło skompromitowaną i niepopularną monarchię króla Faruka I, a władza przeszła w ręce Rady Rewolucyjnych Dowódców. Przeprowadzili oni reformę rolną, która zlikwidowała w Egipcie wielką własność ziemską, doprowadzili do utraty politycznych wpływów przez dominującą dotąd w życiu politycznym warstwę ziemiańską i wprowadzili państwową kontrolę gospodarki, do 1956 jednak dość ograniczoną. Zawieszona została egipska konstytucja, a partie polityczne zdelegalizowane. Szczególnym represjom poddano organizacje skrajnej lewicy i prawicy: egipskich komunistów oraz Braci Muzułmańskich. Do znaczących zmian doszło w egipskiej polityce zagranicznej. Dążąc do dominacji w świecie arabskim i rywalizując o nią z Irakiem, Egipt pozostał w napiętych stosunkach z Izraelem, przyjął orientację proradziecką i pomoc wojskową ZSRR. 
W rezultacie walki o władzę w obozie zwycięskich oficerów władzę autorytarną zdobył w kraju najbardziej popularny z przywódców wojskowych – Gamal Abdel Naser.

## Tło wydarzeń
Po zakończeniu II wojny światowej relacje egipsko-brytyjskie ponownie stały się tak trudne jak w okresie międzywojennym. Co prawda podstawą bilateralnych stosunków był układ z 1936, korzystniejszy od wydanej przez Wielką Brytanię w 1922 deklaracji niepodległości, jednak Królestwo Egiptu pozostawało państwem zależnym. Brak kompetencji egipskich elit politycznych i związany z nią brak pełnej suwerenności przyczyniały się do powstawania nastrojów antyrządowych. Dodatkowym czynnikiem generującym napięcie społeczne były rażące dysproporcje majątkowe między wąską warstwą najzamożniejszych posiadaczy ziemskich (w 1952 4 tys. rodzin – 1% mieszkańców kraju – było właścicielami 70% ziemi ornej) a resztą społeczeństwa. Po II wojnie światowej proces koncentracji własności gruntów narastał. Rządząca partia Wafd, podobnie zresztą jak pozostałe ugrupowania, była związana z posiadaczami i dlatego nie podejmowała żadnych kroków na rzecz poprawy sytuacji ubogiego chłopstwa. Niepopularny w społeczeństwie był król Faruk I, powszechnie obarczany winą za klęskę w wojnie izraelsko-arabskiej. Rodzina królewska także posiadała znaczny majątek ziemski, a wystawny styl życia władcy raził ubogich Egipcjan. Nastroje opozycyjne były silne zwłaszcza w Kairze i Aleksandrii, wśród żyjącej w skrajnym ubóstwie biedoty oraz studentów miejscowych uniwersytetów.
Coraz popularniejsze stawały się organizacje o radykalnym programie. Do końca lat 40. pół miliona członków zgromadziło Stowarzyszenie Braci Muzułmanów, odwołujące się do islamu, haseł antykolonialnych, krytykujące króla za klęskę w wojnie z Izraelem i domagające się państwowego wsparcia dla ubogich. Stowarzyszenie od 1937 posiadało własne formacje paramilitarne (Bataliony Stronników Boga), które dokonywały ataków na państwowych urzędników o szczególnie probrytyjskim lub negatywnym wobec organizacji nastawieniu, jak również na egipską społeczność żydowską. Władze zwalczały bractwo; w 1948 zostało ono zdelegalizowane, a setki jego członków znalazły się w więzieniach. Kilka miesięcy później premier Mahmud Fahni an-Nukraszi został zamordowany przez członka bractwa. Odpowiedzią była nowa fala aresztowań, jak również zabójstwo założyciela stowarzyszenia Hassana al-Banny.
W 1951 rząd egipski wypowiedział układ z Wielką Brytanią z 1936. Krok ten z jednej strony został przychylnie przyjęty przez społeczeństwo, z drugiej zaś zachęcił radykalne organizacje do nowych wystąpień antybrytyjskich. Jednostki brytyjskie stacjonujące nad Kanałem Sueskim stały się przedmiotem ataków. 26 stycznia 1952 w Kairze miała miejsce masowa demonstracja, w czasie której domagano się odejścia dotychczasowych elit z powodu ich moralnego upadku i zarzucenia zasad islamu. Wydarzenie to, określane następnie jako czarna sobota, było sygnałem pogarszania się sytuacji społecznej. Kolejne rządy (od stycznia do lipca 1952 rząd zmieniał się czterokrotnie) nie były w stanie jej uspokoić.

## Przewrót wojskowy
23 lipca 1952 miał miejsce bezkrwawy przewrót wojskowy, przeprowadzony przez powstałą trzy lata wcześniej organizację Wolnych Oficerów, której przewodził pułkownik Gamal Abdel Naser. Ta podziemna organizacja zrzeszała 327 oficerów, którzy nie posiadali jednak jednoznacznego programu politycznego. Wśród jej członków byli zarówno sympatycy islamsko-socjalistycznej partii Młody Egipt, komunistycznego Demokratycznego Ruchu Wyzwolenia Narodowego, jak i osoby zrzeszone w Stowarzyszeniu Braci Muzułmanów. Wywodzili się z rodzin niższych urzędników lub drobnych posiadaczy ziemskich. Ogólny plan działania, przyjęty przez Wolnych Oficerów w 1951, zawierał jedynie postulaty ogólne ujęte w sześć punktów. Odrzucał feudalizm, imperializm, domagał się obalenia monopoli i wprowadzenia systemu gospodarki kapitalistycznej (podkreślano znaczenie prywatnej inicjatywy w tworzeniu narodowej gospodarki) przy równoczesnej wyraźnej aktywności państwa: działaniu na rzecz wprowadzenia sprawiedliwości społecznej i inwestycjach w infrastrukturę.
O istnieniu organizacji i jej planach obalenia monarchii była poinformowana amerykańska ambasada w Kairze oraz CIA; w ocenie Amerykanów rząd Wolnych Oficerów stanowiłby najlepszą alternatywę dla upadającej władzy Faruka I. Wolni Oficerowie początkowo zamierzali przeprowadzić przewrót dopiero w 1955, według innego źródła – w 1954, zaś termin wystąpienia przesunęli na jesień 1952 pod wpływem masowych demonstracji w Kairze. Jednak 21 lipca 1952 Naser doszedł do wniosku, że w razie dalszej zwłoki organizacja zostanie wykryta i rozbita.
Wolni Oficerowie bez walki opanowali kwaterę główną egipskiego wojska nocą z 22 na 23 lipca, zaś w godzinach rannych 23 lipca kontrolowali już cały kraj. O 4.30 Anwar as-Sadat odczytał przez radio komunikat informujący o przejęciu władzy przez wojskowych. Wolni Oficerowie zarzucili w nim obalonym elitom zdradę interesów Egiptu, korupcję i klęskę w wojnie z Izraelem. Następnie utworzyli Radę Rewolucyjnych Dowódców, na czele której stanął gen. Muhammad Nadżib (Nagib w wymowie egipskiej), związany z organizacją od bardzo krótkiego czasu. Przywódcy przewrotu zgodzili się przekazać mu formalne kierownictwo państwem, gdyż sami byli ludźmi młodymi, bez najwyższych stopni wojskowych. Faktycznie radą kierował jednak Naser. Konstytucja egipska została zawieszona.

## Dalsze przemiany w Egipcie w latach 1952–1953
Wolni Oficerowie wytypowali jako kandydata na premiera Alego Mahera, który przedstawił Farukowi I żądania usunięcia z wojska oficerów o poglądach monarchistycznych oraz potwierdzenia gen. Nagiba na stanowisku głównodowodzącego. Król zgodził się. Zwycięscy wojskowi rozważali egzekucję obalonego władcy, jednak ostatecznie postanowili zmusić go do abdykacji na rzecz sześciomiesięcznego syna Fuada. Faruk I opuścił Egipt 26 lipca 1952, a w imieniu nieletniego władcy od sierpnia 1952 krajem kierowała Rada Regencyjna. W tym samym czasie Wolni Oficerowie wprowadzili lojalnych wobec siebie ludzi do wojska i policji, usuwając z nich ludzi związanych z dworem lub ze Stowarzyszeniem Braci Muzułmanów. Policję polityczną rozwiązali w ogóle. W instytucjach rządowych pracę rozpoczęli komisarze Rady Rewolucyjnych Dowódców, pozbawieni doświadczeń administracyjnych. Związani z rewolucją oficerowie stali się nową klasą polityczną.
Pod koniec sierpnia Rada Rewolucyjnych Dowódców postanowiła całkowicie zlikwidować starsze egipskie partie polityczne, uznając, że blokują one wprowadzanie programu reform. Nocą z 5 na 6 września 64 polityków, w tym trzech byłych premierów, zostało aresztowanych. Po tym wydarzeniu premier Maher, już wcześniej niezgadzający się z Wolnymi Oficerami w sprawie projektowanej reformy rolnej, ustąpił z urzędu, na którym zastąpił go gen. Nagib.

### Reforma rolna
Dzień po zmianie premiera, 8 września 1952, rząd ogłosił wdrożenie reformy rolnej pod hasłem "ziemia dla fellahów", nawiązującym do komunistycznego hasła "ziemia dla chłopów". Reforma zezwalała na posiadanie przez jedną osobę co najwyżej 200 feddanów (ok. 80 ha) ziemi. Pozostałe grunta były przekazywane najuboższym chłopom, posiadającym wcześniej mniej niż 5 feddanów ziemi, państwo wypłacało byłym właścicielom odszkodowania. Reforma rolna objęła majątki najzamożniejszych właścicieli ziemskich oraz dobra rodziny królewskiej, likwidując ziemiaństwo jako gracza na arenie politycznej. W rezultacie reformy rozdzielono 1 mln feddanów, 15% egipskich gruntów rolnych. Chłopi otrzymujący ziemię na mocy postanowień reformy musieli przyłączyć się do wspieranych przez państwo spółdzielni. Otrzymywały one darmowo ziarna i nawozy, mogły ubiegać się o tanie kredyty. Rozdzielanej ziemi nie wystarczyło jednak dla wszystkich i nadal istniały rodziny, które nie miały ziemi w ogóle lub dysponowały majątkiem niewystarczającym do utrzymania się. Problem ten z biegiem lat pogłębił się jeszcze wobec wzrostu liczby ludności. Największe korzyści z reformy wyciągnęli posiadacze średnich gospodarstw, którzy zajęli miejsce elity wiejskiej w zastępstwie zdeklasowanych wielkich posiadaczy.

### Zmiany w strukturze gospodarczej
Rada Rewolucyjnych Dowódców nie zdecydowała się na całkowitą nacjonalizację gospodarki, postanowiła jednak wzmocnić kontrolę nad sektorem prywatnym. W grudniu 1952 utworzona została Stała Rada Produkcji Narodowej, przekształcona następnie w Naczelną Radę Planowania, zaś w lutym roku następnego w Stałą Radę Służb Publicznych. Bez spodziewanych sukcesów rząd wspierał inwestycje w przemyśle, obniżał cła na maszyny i surowce, promował eksport i ograniczał import wyrobów gotowych. Rola państwa w gospodarce sukcesywnie wzrastała i stała się wiodąca po 1956.

### Odejście od systemu wielopartyjnego
Równocześnie z dekretem o reformie rolnej rządzący Egiptem wydali analogiczne rozporządzenie ograniczające działalność partii politycznych. 10 grudnia 1952 Rada Rewolucyjnych Dowódców anulowała konstytucję i określiła swoje postanowienia jako najważniejsze źródła prawa. 16 stycznia 1953 wszystkie partie polityczne zostały rozwiązane. Ich funkcje miała przejąć jedyna legalna partia Front Wyzwolenia, z Naserem jako sekretarzem generalnym. 10 lutego 1953 taki stan rzeczy potwierdziła tymczasowa konstytucja. Zapowiadano w niej, że system parlamentarny zostanie przywrócony dopiero po trzyletnim okresie przejściowym.

## Walka z ugrupowaniami skrajnymi

### Zwalczanie komunistów
Wśród egipskich komunistów przewrót z lipca 1952 wzbudził kontrowersje. Zdawano sobie sprawę z negatywnego stosunku Moskwy do Wolnych Oficerów, równocześnie jednak utrzymywano wzajemne kontakty, a działacze komunistyczni uwięzieni za rządów partii Wafd zostali zwolnieni z więzień. Legalną działalność mogła podjąć radykalnie lewicowa Partia Demokratyczna na czele z Fathi ar-Ramlim. Jednak już w sierpniu 1952 wojsko stłumiło strajk w fabryce tekstylnej w Kafr ad-Dawar, w czasie pacyfikacji padło ośmiu zabitych. Strajkujący zostali poddani represjom, a dwóch przywódców sąd wojskowy skazał na karę śmierci. W końcu tego samego roku działacze komunistyczny ponownie trafili do aresztów, zaś w lipcu 1953 zostali osądzeni przed specjalnym trybunałem. Z publiczną krytyką komunistów regularnie występował Naser, oskarżając ich m.in. o torpedowanie porozumienia z Wielką Brytanią. Represje wobec skrajnej lewicy wywołały sprzeciw części wojskowych, zwłaszcza oficerów kawalerii i artylerii. Rząd aresztował wówczas ok. 35 osób, zaś sympatyzujący z komunistami Jusuf Siddik został wykluczony z Rady Rewolucyjnych Dowódców.

### Walka z prawicą muzułmańską
Stowarzyszenie Braci Muzułmanów, nie będąc partią polityczną, nie podlegało dekretom o ich rozwiązaniu i mogło kontynuować działalność po przewrocie 23 lipca. Organizacja ta początkowo utrzymywała z nowym rządem dobre relacje. Reprezentant Braci Muzułmanów znalazł się w Radzie Regencyjnej, do nich też miały należeć trzy teki w rządzie tworzonym we wrześniu. Tu jednak doszło do pierwszych nieporozumień i pierwotny plan nie został zrealizowany.
Przywódcy Braci Muzułmanów Hasanowi Ismailowi al-Hudajbiemu zależało na uzyskaniu wpływu na rząd Wolnych Oficerów. Organizacja zadeklarowała odejście od działań nielegalnych i dawnej taktyki terrorystycznej, przeciwnicy takiego kursu zostali usunięci z organów kierowniczych Stowarzyszenia. Jeszcze na przełomie lat 1953 i 1954 przedstawiciele Braci Muzułmanów oferowali rządowi współpracę w zamian za połowę miejsc w Radzie Rewolucyjnych Dowódców, żądali także zwiększenia obecności islamu w przestrzeni publicznej poprzez nałożenie na kobiety obowiązku noszenia czadoru, likwidację teatrów i kin, stałą kontrolę projektów nowych ustaw pod kątem ich zgodności z prawem muzułmańskim.

## Proklamowanie republiki. Walka o władzę

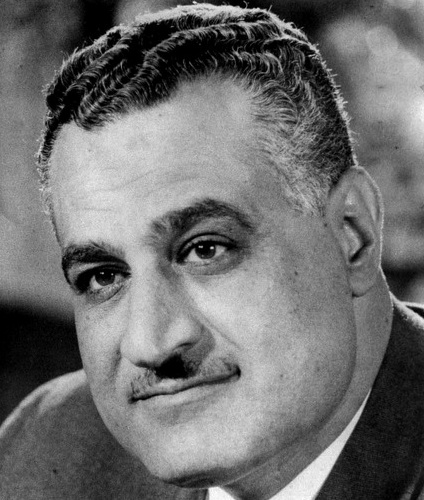
Gamal Abdel Naser

18 czerwca 1953 Rada Regencyjna została rozwiązana, a Egipt stał się republiką. Jej pierwszym prezydentem został Nagib, który równocześnie pozostał premierem i przewodniczącym Rady Rewolucyjnych Dowódców, odszedł natomiast z ministerstwa obrony i zrezygnował ze stanowiska naczelnego dowódcy. Obydwa stanowiska zajęli oficerowie blisko związani z wicepremierem (i ministrem spraw wewnętrznych) Naserem: Abd al-Latif al-Baghdadi oraz Abd al-Hakim Amir. Wpisywało się to w narastającą rywalizację między Nagibem i Naserem. Prezydent sprzeciwiał się represjom wobec Braci Muzułmanów oraz wobec komunistów, był popierany przez część oficerów, którzy pamiętali jego postawę po aresztowaniach zwolenników skrajnej lewicy w sierpniu 1952. Opowiadał się za wprowadzeniu demokratycznych zasad rządów i za uchwaleniem nowej konstytucji. W Radzie Rewolucyjnych Dowódców większe poparcie miał jednak Naser. 23 lutego 1954 Rada zmusiła prezydenta do ustąpienia i osadziła go w areszcie domowym, z kroku tego musiała się jednak wycofać cztery dni później, gdyż Nagib nadal cieszył się znaczną popularnością w wojsku. 25 lutego został ponownie prezydentem, podczas gdy urząd premiera powierzono na trzy miesiące Chalidowi Muhji ad-Dinowi. Po kolejnej próbie aresztowania Nagiba na ulicach Kairu wybuchły masowe demonstracje, zaś premier 27 lutego wyprowadził na ulice wojska pancerne, w których posiadał znaczne wpływy. Naser objął stanowisko premiera, musiał jednak zgodzić się, by prezydentem pozostał Nagib.
Rywalizacja Nasera i Nagiba pociągnęła za sobą dalsze uderzenia w Braci Muzułmanów, którzy poparli prezydenta. 11 stycznia 1954 Stowarzyszenie zorganizowało w Kairze demonstrację studencką. Dwa dni później Rada Rewolucyjnych Dowódców zdelegalizowała organizację i aresztowała 450 osób, przeprowadziła również wymierzoną w nią kampanię propagandową. Stowarzyszenie nie zaprzestało całkowicie działalności. Wystąpiło po stronie Nagiba w czasie demonstracji w końcu lutego 1954, co pociągnęło za sobą kolejne aresztowania islamskich działaczy. Analogiczne kroki represyjne zostały podjęte w odniesieniu do pozostających jeszcze na wolności komunistów, polityków Wafd i Młodego Egiptu. Swoje wpływy w wojsku, związkach zawodowych, mediach i służbach bezpieczeństwa, jak również wśród młodzieży umocnił Naser. Również dyplomacja amerykańska sceptycznie odnosiła się do postawy Nagiba, który w ocenie Amerykanów pozostawał pod szkodliwym wpływem komunistów – za pośrednictwem Muhji ad-Dina.
5 marca 1954 Rada Rewolucyjnych Dowódców ogłosiła porozumienie z prezydentem, zapowiedziała ponowne wprowadzenie pełni swobód demokratycznych, uwolnienie więźniów politycznych i zapewnienie partiom swobody działania. Opowiedziała się także za zwołaniem zgromadzenia konstytucyjnego i uchwaleniem nowej ustawy zasadniczej. Rada pozostawiła urzędy prezydenta i premiera w rękach Nagiba. Sukces prezydenta był jednak pozorny, gdyż to jego rywal Naser dysponował już większymi wpływami. Sytuacja w kraju pozostawała niestabilna. Od 19 marca w miastach egipskich trwały zamieszki. 25 marca Rada Rewolucyjnych Dowódców zapowiedziała swoje samorozwiązanie i potwierdziła zamiar ponownej legalizacji partii politycznych. Dwa dni później zwolennicy Nasera wyszli na ulice pod hasłem "Nie dla partii i parlamentu, Gamal nie abdykuj!". Pod ich naciskiem 30 marca Rada wycofała się ze swoich wcześniejszych decyzji i oznajmiła, że będzie zarządzać krajem aż do wycofania się z Egiptu ostatnich sił brytyjskich. Pozbawiła również Nagiba wszystkich stanowisk poza urzędem prezydenckim, który nie dawał mu żadnej faktycznej władzy.
Zwolennicy Nasera w tym samym czasie doprowadzili do aresztowania niechętnych mu wydawców, dziennikarzy i wykładowców uczelni wyższych, formalnie posługiwano się hasłem walki z korupcją. W więzieniach znalazła się kolejna grupa działaczy komunistycznych (250 osób) oraz oficerów sympatyzujących z Braćmi Muzułmanami. 14 kwietnia 1954 wszystkie osoby piastujące stanowiska państwowe przed 23 lipca 1952 otrzymały zakaz działalności publicznej. Trzy dni później Naser został ponownie premierem.

## Zamach na Nasera i ostateczna rozprawa ze Stowarzyszeniem Braci Muzułmanów
Podpisanie przez Nasera układu z Wielką Brytanią w październiku 1954 sprawiło, że Bracia Muzułmanie uznali go za zdrajcę Arabów. Sekcja Specjalna organizacji rozpoczęła przygotowania do jego zgładzenia, na co przyzwolił kierujący Stowarzyszeniem Hudajbi. Do próby zamachu doszło w czasie wiecu w Aleksandrii 26 października 1954, gdy Naser przemawiał do dziesięciotysięcznego tłumu. Zamachowiec, Mahmud Abd al-Latif, ośmiokrotnie niecelnie wystrzelił do premiera, po czym został natychmiast schwytany. Egipski przywódca kontynuował swoje wystąpienie.
Konsekwencją nieudanego zamachu była kolejna fala aresztowań działaczy muzułmańskich. W więzieniach znalazło się 19 tys. osób, z których 800 zostało w listopadzie tego samego roku skazanych przez specjalny Sąd Ludowy, a dalszych 250 – przez sądy wojskowe. Zapadło sześć wyroków śmierci. Wpływy Braci Muzułmanów zostały ostatecznie złamane, struktura organizacji zniszczona. W czasie procesu wykryto również kontakty między stowarzyszeniem a Nagibem, który trafił do aresztu domowego i odzyskał wolność dopiero 18 lat później. Walka o władzę w Egipcie zakończyła się całkowitym sukcesem Nasera, który dzięki osobistej charyzmie zdobył ogromną popularność w społeczeństwie, a zatem faktycznie objął rządy dyktatorskie (autorytarne).

## Polityka zagraniczna okresu rewolucji
Natychmiast po rewolucji Rada Rewolucyjnych Dowódców utrzymywała bliskie kontakty ze Stanami Zjednoczonymi. W USA rozważany był projekt utworzenia stowarzyszonej z NATO Organizacji Obrony Środkowego Wschodu. Gen. Nagib zgadzał się na przystąpienie Egiptu do niej w zamian za amerykańską pomoc finansową i dostawy broni. Amerykanie jednak odmówili, gdyż uznali, że udzielenie oczekiwanej pomocy zniszczyłoby równowagę sił w regionie. W styczniu 1953 Wolni Oficerowie oznajmili, że Egipt zostanie członkiem Organizacji Obrony Środkowego Wschodu dopiero po opuszczeniu przez Brytyjczyków rejonu Kanału Sueskiego, zaś w kwietniu 1953 Naser publicznie skrytykował samą koncepcję jej powołania. W zamian sugerował zawarcie przez państwa arabskie paktu bezpieczeństwa, w połączeniu z wycofaniem sił brytyjskich z Egiptu i objęciem przez ten kraj całości obowiązków związanych z jego obroną. W maju 1953 amerykański sekretarz obrony John Foster Dulles bezskutecznie nakłaniał Nasera do zmiany stanowiska.
Mimo braku porozumienia w kwestii udziału Egiptu w Organizacji Obrony Środkowego Wschodu USA naciskały na Wielką Brytanię, by uregulowała swoje relacje z Egiptem. Rozmowy w sprawie wycofania wojsk znad Kanału Sueskiego nie przynosiły jednak rezultatów. Ostatecznie 19 października 1954 podpisany został siedmioletni układ egipsko-brytyjski zakładający wycofanie sił brytyjskich do 19 czerwca 1956, z zachowaniem prawa do utworzenia baz. Miały być one wykorzystywane w razie wybuchu wojny z udziałem Turcji lub dowolnego państwa arabskiego. W takiej sytuacji wojska brytyjskie miały również uzyskać prawo do korzystania z egipskich portów. Treść traktatu została skrytykowana zarówno przez prezydenta Nagiba (układ ze strony egipskiej podpisywał Naser), jak i Braci Muzułmanów. Zaczęli oni nawet przedstawiać Nasera jako zdrajcę Arabów.
W październiku 1952 rząd egipski porozumiał się z sudańską rządzącą Partią Narodowo-Unionistyczną w sprawie współpracy obu państw. Bardzo dobre relacje egipsko-sudańskie przetrwały do 1954, gdy w Sudanie zwyciężyły dążenia do pełnej niepodległości, nie zaś do wiązania się z Egiptem. Równocześnie propaganda egipska atakowała Irak, głównego rywala do przywództwa w świecie arabskim.
Stosunki egipsko-radzieckie były początkowo złe. Rząd Wolnych Oficerów nawiązał kontakty z ZSRR po tym, gdy spełzły na niczym starania o amerykańską pomoc wojskową. Moskwa również jednak odmówiła wsparcia Egiptu w tym zakresie. Kraje socjalistyczne stały się natomiast istotnymi partnerami handlowymi Kairu, kupując m.in. egipską bawełnę. Egipt przyłączył się do antysemickiej ("antysyjonistycznej") kampanii ZSRR z 1952, zaś w roku następnym zawarł z Czechosłowacją umowę o zakupie broni. W rzeczywistości pochodziła ona z ZSRR i z Polski. Radzieccy doradcy mieli również szkolić oficerów i żołnierzy egipskich w zakresie obsługi zakupywanego sprzętu. Oznaczało to, że Egipt nie tylko nie stał się sojusznikiem USA na Bliskim Wschodzie, ale i stał się przyczółkiem wpływów radzieckich w regionie.
Bezpośrednio po rewolucji Wolnych Oficerów władze Izraela miały nadzieję na poprawę relacji z Egiptem, premier izraelski Dawid Ben Gurion był gotów przystąpić do rozmów. Rząd egipski, dążąc do przywództwa wśród państw arabskich, nie zaprzestał antyizraelskiej propagandy. Egipt tolerował antyizraelskie akty terroru. Kair publicznie groził państwu żydowskiemu, równocześnie jednak poufnie informował jego rząd, że publiczne wystąpienia wynikają z wewnętrznej sytuacji państwa (każde odstępstwo od agresywnej polityki wobec Izraela było poddawane gwałtownej krytyce przez przeciwników Rady Rewolucyjnych Dowódców), a władze nie miały zamiaru wszczynać nowej wojny. Poważne pogorszenie bilateralnych relacji nastąpiło dopiero w drugiej połowie 1954. W Egipcie doszło do serii aresztowań Żydów oskarżonych o szpiegostwo. W lipcu tego samego roku agenci izraelscy przeprowadzili w Egipcie zamachy na obiekty amerykańskie, które miały podważyć wizerunek władz egipskich w oczach USA (jako sprawców aktów przemocy zamierzano przedstawić Braci Muzułmanów). Obecność podwójnego agenta w izraelskim wywiadzie pozwoliła jednak kontrwywiadowi egipskiemu zorientować się w całej sprawie. Rezultatem były nowe aresztowania Żydów i zmuszenie ponad 500 z nich do opuszczenia Egiptu.

## Skutki rewolucji
Rewolucja 1952 zasadniczo zmieniła strukturę społeczną kraju, odbierając przywództwo warstwie posiadaczy ziemskich na rzecz wojskowych, a następnie technokratów, ukształtowanej wraz z rozrostem administracji państwowej, wywodzących się zarówno z armii, jak i spoza niej. Była to pierwsza taka sytuacja na Bliskim Wschodzie. W znacznym stopniu przeorientowana została egipska polityka zagraniczna. Znaczącą tendencją po 1952 był rozrost biurokracji kosztem znaczących wydatków na jej utrzymanie. Równocześnie rewolucja zapoczątkowała proces, w rezultacie którego Egipt z kraju rolniczego stał się państwem lepiej uprzemysłowionym, z lepiej wykształconym społeczeństwem.
Rewolucja egipska była inspiracją dla ruchu Wolnych Oficerów w Iraku i dla zorganizowanej przez nich rewolucji w 1958, przeprowadzonej pod zbliżonymi hasłami.